# Ignacio Peiró Martín
Ignacio Peiró Martín (Burbáguena, 1958) es un historiador español, catedrático de Historia Contemporánea de la Universidad de Zaragoza y especializado en el estudio de la propia historiografía.
Es autor en solitario de obras como El mundo erudito de Gabriel Llabrés y Quintana (Servei d'Arxius i Biblioteques de l'Ajuntament de Palma, 1991), una biografía de Gabriel Llabrés; Los Guardianes de la Historia. La Historiografía Académica de la Restauración (Institución Fernando el Católico, 2006); La guerra de la Independencia y sus conmemoraciones (1908, 1958 y 2008) (Institución Fernando el Católico, 2008) o Historiadores en España. Historia de la Historia y memoria de la profesión (Prensas de la Universidad de Zaragoza, 2013); entre otras.
Ha escrito junto al también historiador Gonzalo Pasamar obras como Historiografía y práctica social en España (Prensas Universitarias de Zaragoza, 1987); La Escuela Superior de Diplomática: Los archiveros en la historiografía española contemporánea (ANABAD, 1996) y Diccionario Akal de historiadores españoles contemporáneos (1840-1980) (Ediciones Akal, 2002).
También ha sido editor o coordinador de obras colectivas como Lecturas de la Historia. Nueve reflexiones sobre Historia de la Historiografía (Institución Fernando el Católico, 2002), junto a Carlos Forcadell; o El pasado en construcción. Revisionismos históricos en la historiografía contemporánea (Institución Fernando el Católico, 2015), junto a Carlos Forcadell y Mercedes Yusta; entre otras.